# Affichage tête haute

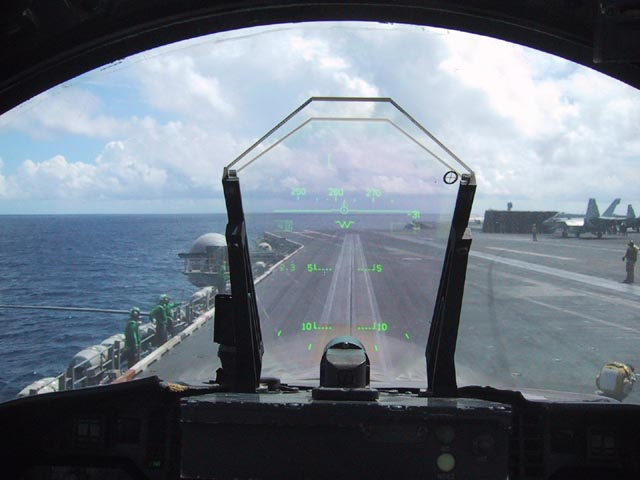
VTH d'un F/A-18C des années 1990.

Pour les articles homonymes, voir Affichage tête haute (homonymie), ATH, HUD et CTH.
L'affichage tête haute permet au pilote ou au conducteur de surveiller son environnement en même temps que des informations fournies par ses instruments de bord. Ce procédé consiste à superposer des informations nécessaires au pilotage, à la navigation ou à la réalisation de la mission, sur l’environnement extérieur, au moyen d'un petit projecteur affichant l'image sur un ou plusieurs miroirs semi-transparents (un autre système utilise la diffraction dans un matériau transparent spécialement préparé).
La terminologie française utilise le terme visualisation ou viseur tête haute (VTH), traduction de l’anglais head up display (HUD), ou l’abréviation CTH pour collimateur tête haute.
Ce principe d'affichage d'informations dans le champ de vision du pilote, initialement développé au profit de l'aviation militaire, a progressivement été étendu dans les domaines de l'aviation civile et de l'automobile.

## Invention
Le premier système de collimateur tête haute a été développé par un pilote d'essai et ingénieur français Gilbert Klopfstein, alors qu'il évaluait une version à commandes de vol électriques du Mirage III (le Mirage III-225). Étant militaire sous contrat, il n'a pas breveté son invention et, esprit brillant mais peu maniable, est entré à plusieurs reprises en conflit larvé avec la hiérarchie militaire. Le mérite de son invention a été plus vite reconnu aux États-Unis (où les premiers appareils étaient baptisés Klopfstein display) qu'en France.

## Problème posé
Dans un avion de combat, le pilote doit surveiller son environnement (évitement des obstacles pendant le vol à basse altitude et avions ennemis) en même temps qu’il doit assurer le pilotage, la navigation et la réalisation de sa mission. L’œil du pilote doit donc constamment accommoder sa vision sur le paysage extérieur (à l’infini) puis sur sa planche de bord (quelques dizaines de centimètres) ce qui est source de fatigue et peut aussi amener le pilote à ignorer un évènement important.

## Solutions
En disposant un miroir semi-réfléchissant entre la tête du pilote et la verrière on peut y projeter des images concatenées à l’infini. Ces images se superposent au paysage et permettent donc au pilote de surveiller en même temps son environnement et les données fournies par ses instruments de bord. La glace est inclinée à 45° et le champ visuel est de l’ordre de 20°.
Les systèmes les plus modernes permettent la projection en plusieurs couleurs et même celle d’images de télévision grâce au passage de l'analogique monochrome au numérique polychrome.
Une autre solution est constituée d'un projecteur et d'un dispositif diffractif (combineur diffractif) formant « une image virtuelle » dans le champ de vision de l'utilisateur.

## Informations projetées
Les informations projetées sont élaborées par un calculateur et, le plus souvent, résultent d’une synthèse entre plusieurs informations primaires issues des instruments de bord. La nature des informations est parfois modifiable en fonction de la phase du vol. Ces informations sont classiquement :
- Des réticules présentant des informations relatives au pilotage ou à la navigation (vitesse, altitude, etc.)
- Sur un avion militaire, des réticules matérialisant le domaine de tir d’un missile, ou d'autres informations relatives au système d'armes de l'avion
- Une image vidéo provenant d'un système de vision en vol améliorée (caméra EFVS): l'image est reconstituée à partir de la superposition d'informations fournies par des capteurs (infrarouge, thermique, etc.) présents à l'avant de l'avion
- Une image vidéo provenant d'un Synthetic Vision System, représentation 3D de l'environnement extérieur présentant notamment le relief et les aéroports.

Sur certains avions, le système de visualisation tête haute peut combiner l'ensemble de ces informations, pour donner au pilote une conscience optimale de son environnement y compris dans des conditions météorologiques dégradées (brouillard, pluie), ou de nuit.

Lorsque les informations EVS et SVS sont combinées, on parle de CVS (Combined Vision System). 

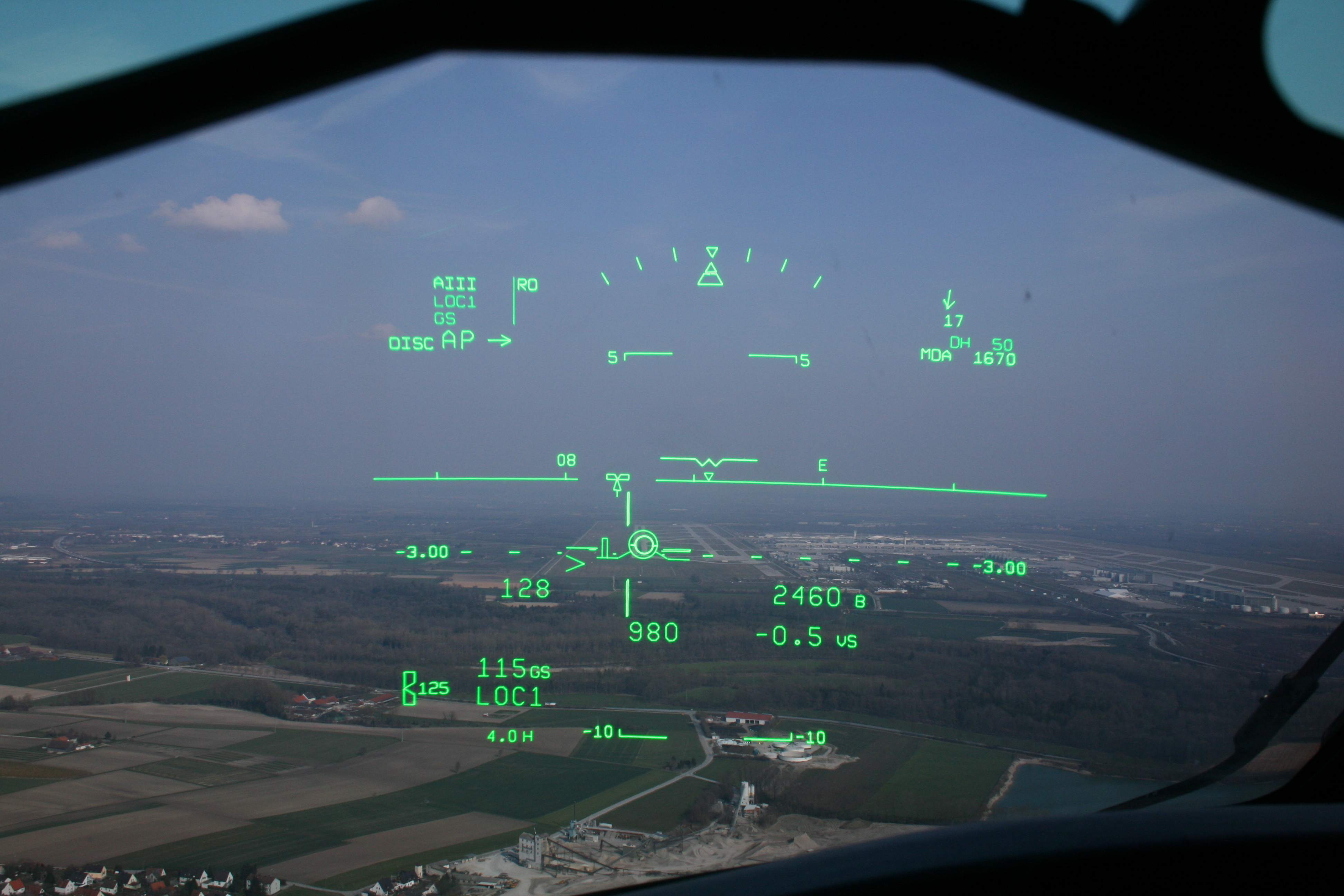
VTH d'un Bombardier CRJ900 en approche finale.
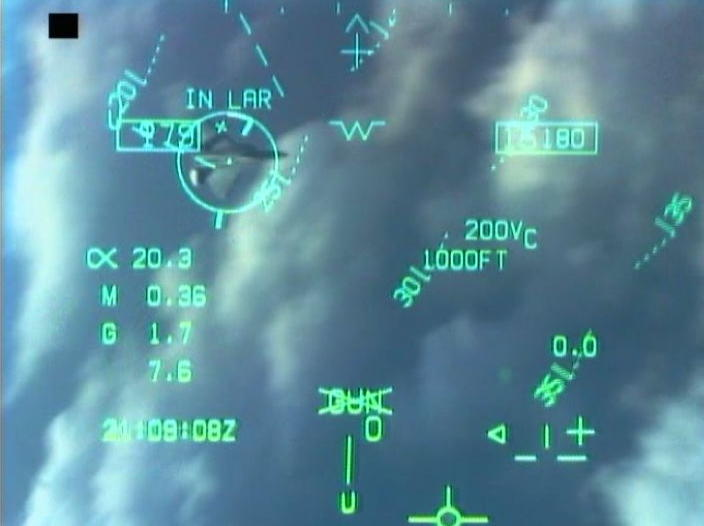
VTH d'un F/A-18 lors d'une simulation d'un combat au canon contre un F-22.
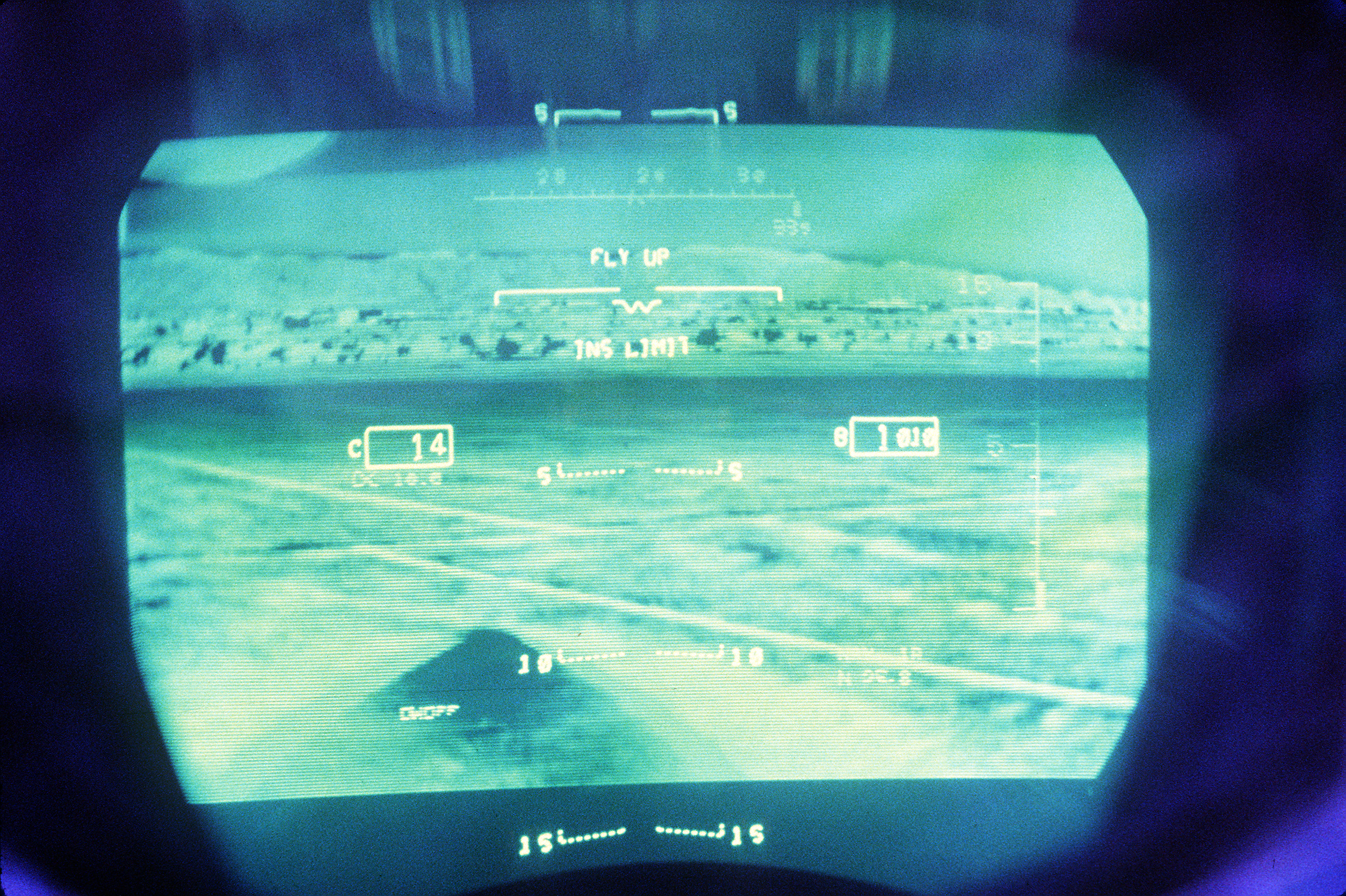
Image infrarouge affichée sur la VTH d'un F-15.

## Évolutions probables
Le coût, l’encombrement et la masse de ces systèmes les ont fait réserver jusqu’ici aux avions de combat là où l'attention du pilote est particulièrement sollicitée. Avec la miniaturisation des calculateurs et l’augmentation de leur capacité à coût constant, les systèmes d’affichage tête haute commencent à avoir des applications dans d'autres domaines, y compris destinées au grand public, comme le secteur automobile.
Dans le domaine militaire, l'affichage des informations tactiques sur la visière du casque du pilote, utilisé alors comme viseur, permettrait de disposer de ces informations dans toutes les directions. En 2010, ces nouveaux casques sont en développement pour la dernière génération de certains avions de combat en service et pour la prochaine génération.
Ce dernier développement pourrait aussi être utilisé pour équiper les casques des fantassins. La masse du système, en particulier celle des batteries reste encore pénalisante.

## Application à l'aviation commerciale

### Aviation de ligne
Cette technologie a été développée par Thales pour l'A380. Depuis novembre 2009, la flotte d'Air France bénéficie de cet équipement, notamment lors des phases de décollage et d'atterrissage, afin d'améliorer la sécurité des manœuvres. Thales compte en 2012 quatre autres clients, Korean Air, Asiana Airlines et China Southern Airlines actuellement, ainsi que Qatar Airways pour leur future flotte.
Les ATR 42 et ATR 72 sont équipés de l’affichage portatif Skylens d’Elbit System et du système de vision EFVS ClearVision. Celui-ci peut être couplé à un système de vision synthétique SVS (représentation 3D de l'environnement), et permet alors au pilote de disposer d'une vision combinée CVS.

### Aviation d'affaires
Les Dassault Falcon 8X et 6X sont équipés du système FalconEye, constitué d'un afficheur tête haute et d'une caméra EFVS développés par Elbit System. Ce système permet de présenter sur une glace déployée devant le pilote, des réticules de pilotage et navigation, ainsi qu'une image CVS.
Certains avions Gulfstream sont équipés d’un afficheur tête haute Rockwell Collins et d’une caméra EFVS développée par Elbit System.
Les Bombardier Global 5500 et 6500, ainsi que les Embraer Legacy 450 et Embraer Legacy 500 disposent d'un afficheur tête haute et d'une caméra Rockwell Collins.

## Application à l'automobile

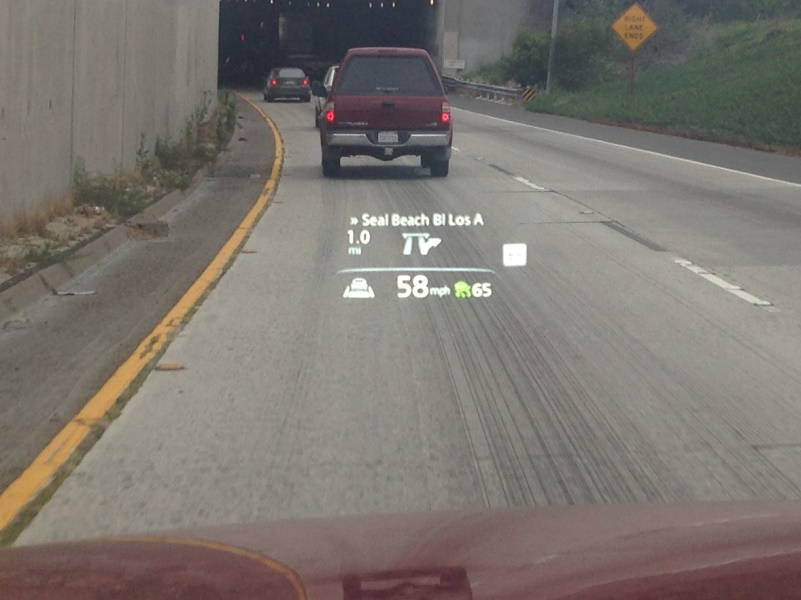
Système d'affichage tête haute d'une Mazda CX-9.

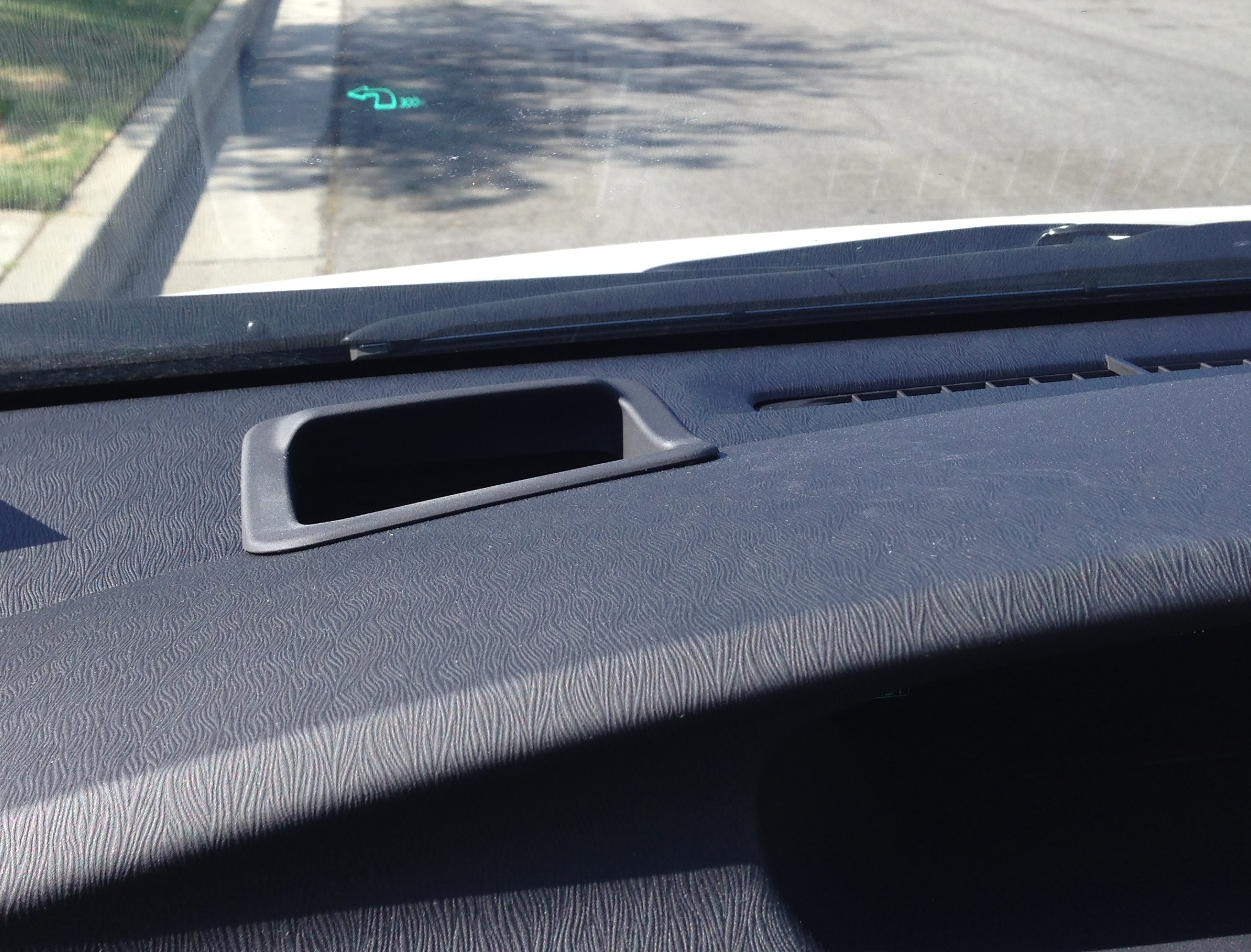
Affichage tête haute d'une flèche verte directement projetée sur le parebrise d'une Toyota Prius 2013. Elle permet d'afficher soit les informations de navigation soit l'odomètre. Le déplacement de la flèche est animé à l'approche du virage.

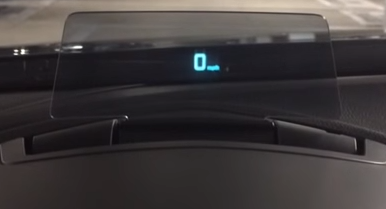
Affichage tête haute d'une Mazda sur un écran intermédiaire rétractable

Le principe a été développé pour l'automobile, avec la projection d'informations soit sur une lame semi-transparente, soit sur le pare-brise du véhicule, dans le bas du champ de vision du conducteur. Les constructeurs mettent en avant l'intérêt du procédé en matière de sécurité. Un automobiliste met environ 1 seconde pour chercher et lire une information de base sur son tableau de bord ; pendant ce laps de temps, il ne regarde plus la route et son véhicule parcourt 14 mètres à 50 km/h et 36 mètres à 130 km/h.
Cette technologie est encore réservée au haut de gamme et sa diffusion est donc faible. Elle est apparue sur la Pontiac Grand Prix en 1988 mais le système était encombrant et peu pratique. Miniaturisation et progrès technologiques aidant, le procédé a été décliné sur les séries Citroën C6, Peugeot 3008, 5008, 508, Mazda 6,Toyota Prius et certains modèles BMW et Cadillac mais le système reste encore onéreux (environ 1500 € lorsqu'il est en option).
La technologie embarquée sur les automobiles actuelles fonctionne avec un projecteur situé derrière le tableau de bord qui projette à l'aide de diodes ou à travers un écran à cristaux liquides des informations sur le pare-brise ou sur une lame semi-transparente, le conducteur ayant l'illusion que ces dernières se trouvent deux mètres devant lui. Le conducteur sélectionne la hauteur, l'intensité de l'affichage, qui peut être monochrome ou multicolore, et les informations souhaitées. Il est techniquement possible d'afficher toutes les informations disponibles (vitesse de la voiture, niveau du carburant, alertes mécaniques, informations de l'ordinateur de bord ou du système de navigation), mais les constructeurs limitent l'affichage simultané pour ne pas distraire ou gêner la vision du conducteur en affichant trop d'informations.
Il est suggéré que ce type d'affichage permettra de fournir dans le futur une information de type réalité augmentée que l'on peut déjà retrouver sur des véhicules comme la ID3 ou ID4 de Volkswagen.